# Gotická brána

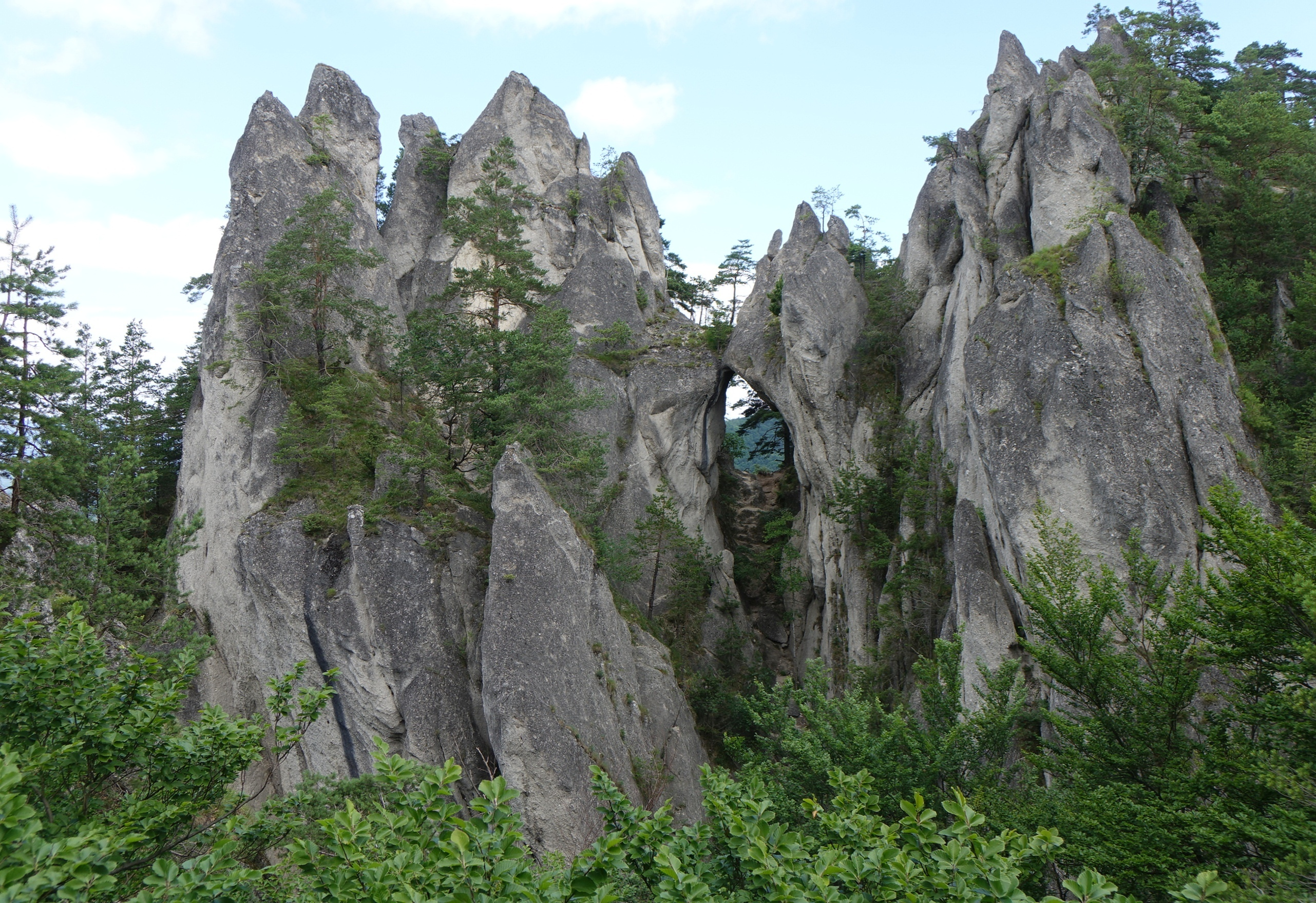

Gotická brána – duże okno skalne w Górach Strażowskich na Słowacji, a dokładniej w ich części zwanej Sulowskimi Skałami (Súľovské skaly).
Gotická brána (także ''Lomená brána) jest to naturalnego pochodzenia pionowe okno skalne o wysokości około 13 m w skałach zbudowanych z piaskowca. Znajduje się przy zielonym szlaku turystycznym wiodącym od parkingu w miejscowości Súľov-Hradná przez Zamek Súľov do polany Luka pod Sulovskym hradom. Jest dobrze widoczna z jednego z punktów widokowych na tej trasie. Znajduje się w obrębie rezerwatu przyrody Súľovské skaly. W rezerwacie tym jest jeszcze druga skalna brama – Obrovská brána.